# Classic Cher
Classic Cher è un residency show della cantante Cher che si è svolto nei teatri di Las Vegas, Oxon Hill e Atlantic City.
Ha avuto inizio a Las Vegas l'8 febbraio 2017 e si è concluso, sempre nella città del Nevada, il 29 febbraio 2020.

## Scaletta
Questa è la scaletta rappresentativa dello show svoltosi il 2 novembre 2018, non di tutte le date del tour:
1. Woman's World
2. Strong Enough
3. All or Nothing
4. The Beat Goes On
5. I Got You Babe
6. Welcome to Burlesque
7. Waterloo
8. After All
9. Walking in Memphis
10. S.O.S.
11. Fernando
12. The Shoop Shoop Song (It's in His Kiss)
13. I Found Someone
14. If I Could Turn Back Time
15. Believe

## Date
| 8 febbraio 2017   | Las Vegas | Park Theatre                       |
| 10 febbraio 2017  | Las Vegas | Park Theatre                       |
| 11 febbraio 2017  | Las Vegas | Park Theatre                       |
| 14 febbraio 2017  | Las Vegas | Park Theatre                       |
| 22 febbraio 2017  | Las Vegas | Park Theatre                       |
| 24 febbraio 2017  | Las Vegas | Park Theatre                       |
| 25 febbraio 2017  | Las Vegas | Park Theatre                       |
| Seconda Tappa     |           |                                    |
| 17 marzo 2017     | Oxon Hill | The Theater at MGM National Harbor |
| 19 marzo 2017     | Oxon Hill | The Theater at MGM National Harbor |
| 20 marzo 2017     | Oxon Hill | The Theater at MGM National Harbor |
| 23 marzo 2017     | Oxon Hill | The Theater at MGM National Harbor |
| 25 marzo 2017     | Oxon Hill | The Theater at MGM National Harbor |
| 26 marzo 2017     | Oxon Hill | The Theater at MGM National Harbor |
| Terza Tappa       |           |                                    |
| 3 maggio 2017     | Las Vegas | Park Theater                       |
| 5 maggio 2017     | Las Vegas | Park Theater                       |
| 6 maggio 2017     | Las Vegas | Park Theater                       |
| 10 maggio 2017    | Las Vegas | Park Theater                       |
| 12 maggio 2017    | Las Vegas | Park Theater                       |
| 13 maggio 2017    | Las Vegas | Park Theater                       |
| 17 maggio 2017    | Las Vegas | Park Theater                       |
| 19 maggio 2017    | Las Vegas | Park Theater                       |
| 20 maggio 2017    | Las Vegas | Park Theater                       |
| Quarta Tappa      |           |                                    |
| 2 agosto 2017     | Las Vegas | Park Thater                        |
| 4 agosto 2017     | Las Vegas | Park Thater                        |
| 5 agosto 2017     | Las Vegas | Park Thater                        |
| 9 agosto 2017     | Las Vegas | Park Thater                        |
| 11 agosto 2017    | Las Vegas | Park Thater                        |
| 12 agosto 2017    | Las Vegas | Park Thater                        |
| 16 agosto 2017    | Las Vegas | Park Thater                        |
| 18 agosto 2017    | Las Vegas | Park Thater                        |
| 19 agosto 2017    | Las Vegas | Park Thater                        |
| Quinta Tappa      |           |                                    |
| 31 agosto 2017    | Oxon Hill | The Theater at MGM National Harbor |
| 2 settembre 2017  | Oxon Hill | The Theater at MGM National Harbor |
| 3 settembre 2017  | Oxon Hill | The Theater at MGM National Harbor |
| 7 settembre 2017  | Oxon Hill | The Theater at MGM National Harbor |
| 9 settembre 2017  | Oxon Hill | The Theater at MGM National Harbor |
| 10 settembre 2017 | Oxon Hill | The Theater at MGM National Harbor |